# Genea aurea
Genea aurea là một loài ruồi trong họ Tachinidae.